# Madam C.J. Walker
Madam C.J. Walker (ur. jako Sarah Breedlove 23 grudnia 1867, zm. 25 maja 1919) – amerykańska przedsiębiorczyni, filantropka oraz działaczka polityczna i społeczna. Pierwsza afroamerykańska milionerka w Stanach Zjednoczonych.
W dzieciństwie mieszkała i pracowała na plantacji Roberta W. Burneya w Luizjanie. W 1874 r. została sierotą zupełną. W wieku 10 lat zamieszkała z Louvenią, starszą siostrą, w Vicksburgu, gdzie pracowała jako pomoc domowa i praczka. Mając 14 lat, wyszła za mąż za Mosesa McWilliamsa (zm. 1887). W 1885 r. urodziła córkę, Lelię. Następnie przeprowadziła się do Saint Louis, gdzie mieszkali jej bracia prowadzący zakład fryzjerski. Tam poznała Annie Turnbo Malone i produkowaną przez nią maść Wonderful Hair Grower. Od 1903 r. zatrudniła się u Malone jako komiwojażerka. Chciała ulepszyć sprzedawaną przez siebie maść, ale Malone nie zgodziła się zmianę receptury. Postanowiła sama stworzyć produkt na włosy i rozpoczęła działalność w Denver. Najlepszą reklamą produktu była ona sama. Swoją maść zaczęła promować nazwiskiem męża Charlesa Josepha Walkera, z którym wzięła ślub w 1906. Dwa lata później przeprowadziła się do Pittsburgha. Tam założyła salon urody i szkołę dla komiwojażerek. W Indianapolis, gdzie następnie zamieszkała zatrudniała 1000 komiwojażerek, pracujących na obszarze Stanów Zjednoczonych. Jako działaczka organizowała koncerty i spotkania poetyckie. W 1916 przeniosła się do Irvington-on-Hudson.